# Austin Daye
Austin Daye (Irving, 5 de junho de 1988) é um jogador estadunidense de basquete profissional que atualmente joga pelo Galatasaray. Foi draftado em 2009 na primeira rodada pelo  Detroit Pistons.

## Estatísticas na NBA

### Temporada regular
| Ano     | Equipe      | PJ  | PT | MPP  | %TC  | %3P  | %TL   | RPP | APP | ROB | TPP | PPP |
| ------- | ----------- | --- | -- | ---- | ---- | ---- | ----- | --- | --- | --- | --- | --- |
| 2009-10 | Detroit     | 69  | 4  | 13.3 | .464 | .305 | .821  | 2.5 | .5  | .4  | .4  | 5.1 |
| 2010-11 | Detroit     | 72  | 16 | 20.1 | .410 | .401 | .759  | 3.8 | 1.1 | .5  | .5  | 7.5 |
| 2011-12 | Detroit     | 41  | 4  | 14.7 | .322 | .210 | .814  | 2.2 | .8  | .5  | .5  | 4.7 |
| 2012-13 | Detroit     | 24  | 0  | 14.5 | .443 | .525 | .833  | 2.6 | .9  | .2  | .3  | 5.1 |
| 2012-13 | Memphis     | 31  | 0  | 10.6 | .423 | .345 | .688  | 1.9 | .7  | .3  | .5  | 4.0 |
| 2013-14 | Toronto     | 8   | 0  | 4.1  | .231 | .000 | .667  | .9  | .3  | .0  | .0  | 1.0 |
| 2013-14 | San Antonio | 14  | 1  | 8.2  | .382 | .414 | .571  | 1.4 | .4  | .3  | .4  | 4.1 |
| 2014-15 | San Antonio | 26  | 4  | 10.3 | .348 | .333 | 1.000 | 2.3 | .3  | .3  | .1  | 4.0 |
| 2014-15 | Atlanta     | 8   | 0  | 9.5  | .385 | .357 | .500  | 1.8 | 1.0 | .5  | .3  | 3.3 |
| Total   | Total       | 293 | 29 | 14.1 | .402 | .351 | .778  | 2.6 | .7  | .4  | .4  | 5.2 |

### Playoffs
| Ano   | Equipe      | PJ | PT | MPP | %TC  | %3P  | %TL   | RPP | APP | ROB | TPP | PPP |
| ----- | ----------- | -- | -- | --- | ---- | ---- | ----- | --- | --- | --- | --- | --- |
| 2013  | Memphis     | 4  | 0  | 5.0 | .375 | .000 | 1.000 | .3  | .0  | .0  | .3  | 1.8 |
| 2014  | San Antonio | 1  | 0  | 6.0 | .000 | .000 | .000  | 1.0 | .0  | .0  | .0  | .0  |
| Total | Total       | 5  | 0  | 5.2 | .300 | .000 | 1.000 | .4  | .0  | .0  | .2  | 1.4 |